# Peristedion cataphractum
Il pesce forca (Peristedion cataphractum) è un pesce osseo marino della famiglia Peristediidae.

## Distribuzione e habitat
È diffuso in tutto il mar Mediterraneo e nell'Oceano Atlantico dal golfo di Guascogna al Senegal.

Vive su fondi molli di sabbia o fango tra 50 e 500 (raramente fino ad oltre 800) metri di profondità. Nei mari italiani è comune.

## Descrizione
L'aspetto è superficialmente simile a quello delle gallinelle. L'armatura di scaglie ossee è molto robusta e conferisce all'animale una sezione ottagonale. Queste squame non presentano spine. Alcune spine sono presenti sul muso e sopra le pinne pettorali. Le pettorali sono ampie e raggiungono quasi la pinna anale. Il tratto più caratteristico è il muso che presenta due lunghe e robuste punte in avanti che danno al pesce l'aspetto di una forchetta. Sul mento ci sono due barbigli piuttosto lunghi (assenti nelle gallinelle). Il corpo si assottiglia molto verso il peduncolo caudale. Gli occhi sono grandi. La prima pinna dorsale ha i raggi allungati e filamentosi. Le pinne ventrali hanno due raggi liberi simili alle “zampette” della gallinella.

Il colore è rossiccio o rosso mattone con il ventre biancastro; le pinne pettorali hanno riflessi azzurri e la pinna caudale ha un bordo scuro.

Raggiunge, raramente, i 40 cm di lunghezza.

## Biologia
I caratteri biologici sono simili a quelli delle gallinelle.

### Alimentazione
Si ciba di crostacei che trova nel sedimento con i barbigli.

### Riproduzione
Avviene in estate. Gli avannotti sono pelagici e molto trasparenti.

## Pesca
Si cattura con le reti a strascico e le sue carni sono simili a quelle delle gallinelle ma comunque si trova solo in commercio tra la minutaglia per la zuppa di pesce.